# Blonde Ambition
Blonde Ambition ist eine US-amerikanische Filmkomödie aus dem Jahr 2007. Regie führte Scott Marshall, das Drehbuch schrieben David McHugh und Matthew Flanagan.

## Handlung
Katie Gregerstitch, eine junge Frau aus einer Kleinstadt in der US-amerikanischen Provinz, besucht ihren Freund Billy, ein aufstrebendes Model, in New York City. Dort erwischt sie ihn in flagranti bei einem Seitensprung und beendet daraufhin die Beziehung. Ohne die Idee für eine bessere Anlaufstelle zieht es sie zu ihrer langjährigen Freundin Haley, die Schauspielerin werden will und sich bis dahin mit der Arbeit als Fahrradkurier über Wasser hält. Um einen Termin zum Vorsprechen wahrnehmen zu können, überredet Haley ihre Freundin, ihren aktuellen Auftrag als Fahrradkurier wahrzunehmen. Diese Botentour führt sie zu einem großen Bauunternehmen, wo die stellvertretende Vorstandsvorsitzende Debra und ihr Lakai Freddy sie zum Essen einladen und sich ihrer annehmen. Mittels Haarverlängerungen und Designerkleidung rüsten sie Katie so auf, dass sie Assistentin des Vorstandsvorsitzenden Richard Connelly inthronisiert werden kann. Der Plan dahinter: Debra will Katie so instrumentalisieren, dass sie Richard stürzen und dessen Platz einnehmen kann. Um dies zu erreichen, intrigiert Debra dahingehend, dass die bisherige Stelleninhaberin entlassen und Katie eingestellt wird. In der Zwischenzeit trifft diese auf den hausinternen Postboten Ben und freundet sich mit ihm an.
Im weiteren Verlauf geben sich die Stellvertretende Geschäftsführerin und ihr Assistent alle Mühe, damit die Landschönheit Katie in ihrem Sinn versagt. So engagieren die beiden beispielsweise einen Stripper, um eine Feier zu sabotieren. Doch stattdessen hat Katie trotz und teilweise auch wegen ihrer Taten Erfolg. Dabei greift die als Lockmittel eingesetzte Katie auch auf Ben zurück, der sich als Sohn des Geschäftsführers herausstellt, und rettet den Tag.

## Kritiken
Die Redaktion von Rotten Tomatoes bezeichnete den Film als eine romantische Komödie mit Elementen des Slapsticks, die der Komödie Die Waffen der Frauen ähnlich sei. Ansonsten wurden sieben Profikritiken ausgewertet, von denen eine „fresh“ sei und sechs „rotten“ seien, was auf dem „Tomatometer“ einen Wert von 14 % ergibt. Die durchschnittliche Bewertung hat dabei zu 2,8 von 10 möglichen Punkten geführt. In die Zuschauerwertung sind mit Stand Mitte November 2018 knapp 4.300 Urteile eingeflossen, von denen 22 % positiv waren. Das durchschnittliche Punkteurteil beträgt hier 2,4 von 5 möglichen Punkten.

„Komödie von der Stange, die sich mit der Aneinanderreihung herkömmlicher Klischees begnügt“

Deutlich detaillierter und im Verriss nuancierter äußert sich Annabelle Robertson von dem christlichen Medienangebot crosswalk.com: Jessica Simpson spiele wie eine Sechsjährige und jenseits aller Glaubwürdigkeit, Schauspieler wie Penelope Miller oder Larry Miller würden die Darstellung ihrer Figuren übertreiben, bei den Drehbuchautoren erkenne man an der „absurden, sinnlosen Handlung“ die mangelnde Erfahrung und angesichts der körperbetonenden Nahaufnahmen von Jessica Simpson sei es verstörend, dass ihr Vater Joe, ein ehemaliger Jugendpfarrer, den Film produziert habe. Auf der positiven Seite werden dagegen Willie Nelson als Simpsons Filmvater und Rachel Leigh Cook genannt, die als einzige so gut spielten, dass ohne Scham ihren Kopf heben könnten.
Es gebe nichts Erlösendes an diesem Film, bei dem das Drehbuch schlecht geschrieben sei, bei dem die Regiearbeit misslungen sei, vor allem im Fall von Jessica Simpson die Darstellung schlecht sei und überhaupt jeder Charakter im Kern eine Karikatur sei. Alles sei gezwungen und schwerfällig und lediglich die Szene, in der Jessica Simpson so tue, als würde sie mit Besuchern Norwegisch sprechen, sei eine kleine Belohnung für den Rest dieser „total blonden, total langweiligen Komödie“, so Louise Keller für urbancinefile.com.au aus Australien.
Ähnlich sieht es General Disdain für thecriticalcritics.com, der sich in seiner Kritik insbesondere auf Jessica Simpson konzentriert, deren Schauspielkunst vergleichbar sei mit einem Fisch auf dem Trockenen. Zudem müsse sich auf Luke Wilson erklären, dessen Darstellung eher nach einem Erstversuch denn nach einem Schauspieler ausschaue, in dessen Filmografie Werke wie Old School oder Die Super-Ex stünden. Überhaupt solle man den Film auf jeden Fall meiden – selbst wenn Freunde die Kosten der Ausleihe sowie Pizza und Bier tragen würden. Im Gegensatz dazu konstatiert Prairie Miller von Newsblaze, dass Jessica Simpson ihre Rolle gut spiele und lediglich der Lippenstift und die Kleidung etwas zu dick aufgetragen seien.
Unter dem Strich sei der Film so schlimm, dass er nicht nur zu den schlimmsten Filmen des Jahres oder des Jahrzehnts gehöre, sondern zu den schlimmsten Filmen aller Zeiten (englisch „Just how bad is the latest Jessica Simpson film? It doesn’t just belong on a Worst of 2007 list, or even a Worst of the Decade list, but high amongst The Worst Movies Ever Made.“), so Edward Havens von filmjerk.com.

## Hintergründe
Der Film wurde in New York und in Louisiana gedreht.
Der Film hat von der Motion Picture Association of America die Freigabeklassifizierung PG-13 erhalten.

## Umsätze
Kurz vor Weihnachten 2007 lief der Film in acht Kinos in Jessica Simpsons Heimatstaat Texas an. Dabei wurden kumuliert 384 US-Dollar bzw. durchschnittlich 48 US-Dollar umgesetzt, was bei einem zu dieser Zeit üblichen Ticketpreis von 8 US-Dollar im Durchschnitt sechs Besucher pro Kino sind. Insgesamt spielte der Film an seinem Eröffnungswochenende in den Vereinigten Staaten 1.322 US-Dollar ein, was bei insgesamt acht Kinos einem durchschnittlichen Umsatz von 165 US-Dollar entspricht. Von den insgesamt sieben Neueinsteigern landete der Film damit auf dem sechsten Platz und auf der Gesamtliste auf Platz 59, lediglich Flakes mit Platz 65 war schwächer. Die anderen fünf Neueinsteiger konnten sich – allerdings bei deutlich mehr Kinos – allesamt in den Top 10 nach Umsatz platzieren: Das Vermächtnis des geheimen Buches (3.832 Kinos) auf Platz 1, Der Krieg des Charlie Wilson (2.575), Sweeney Todd – Der teuflische Barbier aus der Fleet Street (1.249) und P.S. Ich liebe Dich (2.454) auf den Plätzen vier bis sechs sowie Walk Hard: Die Dewey Cox Story (2.650) auf Platz 9.
Über seine gesamte Kinolaufzeit von zwei Wochen setzte der Film in den Vereinigten Staaten 6.422 US-Dollar um, was 0,4 % des weltweiten Gesamtumsatzes von 1,530,479 US-Dollar entspricht. Die größten Einzelumsätze wurden in Russland (etwas über 1 Mio. US-Dollar) und der Ukraine (knapp 400.000 US-Dollar) erzielt. Am unteren Ende der Liste steht der Libanon, in dem mit dem Film 6.747 US-Dollar an den Kinokassen erlöst wurden. An seinem Startwochenende war der Film in der Ukraine der umsatzstärkste. Vielleicht, vielleicht auch nicht – ebenfalls eine Kinopremiere – auf Platz 2 hatte rund 13.000 US-Dollar Rückstand.

## DVD
Gut einen Monat nach der Kinoveröffentlichung erschien der Film am 22. Januar 2008 auf DVD. Als Bonuselemente gab es dabei gelöschte Szenen und ein „Behind the Scenes“-Feature. Das Bild ist dabei in Anamorphic Widescreen (mit einem Seitenverhältnis von 1.85:1) und hat ein schwaches Farbschema, was zu einem unangenehmen DVD-Erlebnis führe. Mit Ausnahme der „blubbernden Lippen“ von Jessica Simpson seien die Farben schwach und den Schwarzwerten fehle es an ausreichenden Details. Der Klang ist auf Dolby Digital 5.1 gemischt, Dialog und Musik seien zufriedenstellend getrennt.
Als Verleihfilm lief der Film in den Vereinigten Staaten deutlich erfolgreicher als an den Kinokassen: Allein in der ersten Woche wurde ein Umsatz von 2,69 Mio. US-Dollar erzielt; nach sechs Wochen lag der Umsatz kumuliert bei 11,56 Mio. US-Dollar.

## Soundtrack
Der Soundtrack umfasst 14 Stücke, von denen fünf ohne Gesang auskommen:
1. I Got Love – Lily May
2. You Can Fly – Monique Ximenez
3. Let’s Make Love – Austin Brown
4. Give It 2 Me
5. Beat Me
6. Tubetime
7. Girl From Nowhere – Hipjoint feat. Stef Lang
8. The Way I Rock It – MegaJive
9. Baby Got Back
10. Beautiful Day – Stretch Nickel
11. Record King
12. Live A Little – Hugh James Hardman
13. Something In Your Eyes – Price
14. Wonderful – Adam Ant

## Trivia
Die lila Outfit, das Jessica Simpson auf dem Filmplakat trägt, kommt im Film nicht zum Einsatz.
Penny Marshall hat gegen Ende des Films, nach ca. 75 Minuten, einen Cameo-Auftritt.